# 24 (第四季)
《24》第四季（2005年）設定在第三季的15個月之後，幾乎是第一季的事件的六年之後，且據說該事件是發生在2007年12月。
- 在DVD的前傳中，顯示出第三季和第四季之間經過了一年三個月的時間。

被CTU開除之後，包智傑（Jack Bauer）現在為國防部長賀正時（James Heller）工作，發現一起精心策劃，且牽涉到他們兩個及賀部長女兒榮安慈（Audrey Raines）的恐怖分子陰謀。榮安慈兼為他父親的首席政策助理且是智傑的愛人（儘管她已經和另一個男人結婚了，但目前是分居狀態）。智傑必須與CTU和曾經解雇他的新局長蔡意漣（Erin Driscoll）一同工作來揭開正要發生的事件。同樣的，一或多個長期潛伏在CTU的間諜暗中幫助恐怖分子。
不像前面幾季，都是面對單一的威脅，多重的敵人，和各種的陰謀，這季內容圍繞在一個主要的敵人，一個土耳其的恐怖份子稱為哈比·馬旺（Habib Marwan），控制一系列的中東恐怖份子組織，發動一系列針對美國的攻擊行動。然而多少有些意外的是，馬旺原本只計畫出現在六集，但是製作人對於阿諾德·沃斯洛的表演非常印象深刻，而使馬旺變為本季的主要反派角色。

## 次要情节
- 通勤列車的炸彈攻擊
  - 使得一種已知為Dobsen型覆載的MacGuffin裝置被得以竊取，可以必用來獲得控制（和熔毀）美國的核子電廠。
- 綁架國防部長賀正時（James Heller）和榮安慈（Audrey Raines）
  - 經由網際網路散佈播出；
  - 兩個人質在被處決發生之前被CTU成功營救出來；
  - 覆載裝置需要大量的網路活動，被國防部長的綁架和快被處決的大量網路混亂所掩蓋。
- 覆載裝置被使用且導致聖加布里埃爾（San Gabriel）島的反應爐熔毀
  - 施艾克（Edgar Stiles）的母親死亡；
  - 使CTU的主任蔡意漣（Erin Driscoll）分散注意力未細心探視他女兒，最後他女兒自殺身亡；
  - 發展覆載裝置的國防武器合約商企圖遮掩他們的牽連關係以及銷毀電腦記錄，而啟動了EMP（電磁脈衝），導致洛杉磯市中心超過八平方英里的區域停電。
- 結果混亂導致了在南加州的空軍基地內一架隱形戰鬥機被偷走
  - 在過程中幾乎殺死了Keeler總統，使得副總統勞卓思（Charles Logan）依據美國憲法第25條修正案而擢升了地位；
  - 墜機事件被利用來偷走核按鈕（nuclear football）。
- 在愛荷華州（Iowa）的核子飛彈彈頭被偷走，且在核子密碼能被取消之前，就向洛杉磯發射出去
  - 中國駐洛杉磯總領事館的一位中國公民揭露出牽連共犯，且被CTU抓走（和拷問），導致與中國的嚴重外交問題。
- 與中國的外交問題
  - 中國政府開始調查中國領事館的襲擊事件，並且開始懷疑CTU的涉入；
  - 勞卓思政府企圖污蔑智傑的行動是違抗美國政府的授權；
  - 柏大衛（David Palmer）警告智傑，在政府中的某人嘗試藉此殺掉他，導致智傑與四位共謀者偽造他的死亡，包括：柏大衛（David Palmer）、丁妙思（Michelle Dessler）、艾東尼（Tony Almeida）和岳高蓮（Chloe O'Brian）。

### 第四季中的角色
See article List of characters in 24.

## 本季註釋

### 連續的播送
霍士電視台最近連續幾年都獲得轉播世界大賽的權利，而因影集在世界大賽賽程之間會不規則的播出；霍士網決定完成一整年的時間表，而且選擇要播送所有《24》的所有每一集，使之間沒有任何間隙。一開始超過19週的季中每一集，包含第一週重複兩次播出兩集的節目，同樣也在本季結尾播出兩集的方式。利用給編劇長期計畫的會期之機會，他們想要把本季安排得跟之前的每季都不一樣，但當本季結束後，沒有任何的計畫或預知，他們最後回到以一集一集的基礎方式繼續編劇。
如此一來明顯地妨礙了故事的發生。不像前面幾季，全部都一開始發現威脅然後透過調查，阻止該次的威脅然後繼續著事件的後果，第四季一開始沒有人知道會發生什麼樣的威脅，演員和觀眾在一開始的幾集中都完全不知道。
然而這裡有所爭議，至少有一個消息來源聲稱，編劇一次就把往後五集的內容計畫好，然而一份報紙的文章說明第四季後來的首次播映日期就允許創作者回到前面幾集去填補每集連續性的錯誤和情節的漏洞，使得每集之間的轉換更流暢和真實。

### 演員
當本季開始時，除了包智傑（Jack Bauer）、Keeler總統（柏大衛【David Palmer】在第三季中的共和黨對手）和岳高蓮（Chloe O'Brian）之外，從前面三季來的每個角色都缺席。然而，當本季繼續下去時，多個角色都歸隊，包括艾東尼（Tony Almeida，第18集）、丁妙思（Michelle Dessler，第13集）、盧邁克（Mike Novick，第8集）、柏大衛（David Palmer，第6集）、皮亞朗（Aaron Pierce，第2集），甚至是從第一季到第二季的殺手Mandy（第2集）。
第四季提供觀眾數個新的角色。其中一個新角色蔡意漣（Erin Driscoll），牽涉入她女兒的精神分裂病之次要情節中。最後意漣的女兒Maya，自殺結束她的生命。而意漣被迫離開CTU。
本季中也使用前面幾季都沒有用過的演員陣容來演出。這季開始以基夫修打蘭（Kiefer Sutherland），金瑞弗（Kim Raver），艾伯塔沃岑（Alberta Watson）和William Davane為主要演員。Watson在第12集之後就離開了，Lana Parrila在第六集再現為主要角色，但在第13集後走了，接著Roger Cross就被設為主角。Davane接著也在14集之後離開，因為他在同一時間要拍攝另一部電視影集，且在約本季較後的時間點回來。
這是第四季的主要演員列表 參考24角色列表有比此更完全的列表
- 基夫修打蘭 飾演 包智傑（Jack Bauer） （第1-5季）
- Kim Raver 飾演 榮安慈（Audrey Raines） （第4-5季）
- Alberta Watson 飾演 蔡意漣（Erin Driscoll） （第4季）
- William Devane 飾演 國防部長賀正時（James Heller （第4季，客串第5季）
- Roger Cross 飾演 文國定（Curtis Manning） （第4-5季）
- Lana Parilla 飾演 Sarah Gavin （第4季）
- Carlos Bernard 飾演 艾東尼（Tony Almeida） （第2-3和5季，客串第1,4季）
- Reiko Aylesworth 飾演 丁妙思（Michelle Dessler） （第3季，客串第 2,4, and 5季）
- Dennis Haysbert 飾演 柏大衛（David Palmer）總統 （第1-3季，客串第 4 和 5季）
- 瑪麗·萊恩·萊傑斯庫 飾演 岳高蓮（Chloe O'Brian） （第5季，客串第 3 和 4 季）
- James Morrison 飾演 布秉耀（Bill Buchanan） （第5季，客串第4季）
- Louis Lombardi 飾演 施艾克（Edgar Stiles） （第5季，客串第 4季）
- Geoff Pierson 飾演 祈約翰（John Keeler）總統 （客串第 3 和 4季）
- Gregory Itzin 飾演 勞卓思（Charles Logan）總統 （第5季，客串第 4季）
- Jude Ciccolella 飾演 柏大衛總統競選團經理盧邁克（Mike Novick） （客串第 1,2,4，和第5季）
- Glenn Morshower 飾演 皮亞朗（Aaron Pierce）探員 （客串第1-5季）
- James Frain 飾演 Paul Raines （客串第4季）
- 阿諾德·沃斯洛 飾演 馬克平（Habib Marwan） （第4季）
- Nestor Serrano 飾演 Navi Araz （客串 第4季）
- Shohreh Aghdashloo 飾演 Dina Araz （客串 第4季）
- Jonathan Ahdout 飾演 Behrooz Araz （客串 第4季）
- Mia Kirschner 飾演 蔓迪 （客串第 1,2季和第4季）

### 拷問的描寫
雖然在前面幾季都有描寫刑求，不管是真的或假裝的，但是在第四季更顯而易見地有更多，且大致上更不用說演員為其擔心。
在真實生活中Abu Ghrai醜聞的結果，以及其他美國軍方居留恐怖份子嫌疑的類似主張，某些評論家指責（页面存档备份，存于）片中在恐怖行動的戰爭中合法使用刑求的合法性。某些像Sarah Gavin和Behrooz Araz都沒有隱藏任何事情，很多觀眾對於對象的刑求都覺得不舒服。他們也批評使用刑求的方式來本質上證明他們無罪的影片立場。
在 Charlie Rose 訪問時，基夫修打蘭 對於片中的刑求使用，和政府批准的刑求之最近爭論的議題，有些解釋評註。“我個人相信警察或任何其他為政府工作的合法機構應該給予權利審訊人們，像我在片中做的那樣子嗎？不，我不相信。“ （页面存档备份，存于）

## 影集列表
| # | 美國播放日期  | 產品號碼 | 時間                    | 編劇                             | 導演            | 畫面 |
| --- | ------------- | -------- | ----------------------- | -------------------------------- | --------------- | ---- |
| 1 | 2005年1月9日  | 4AFF01   | 07:00 a.m. - 08:00 a.m. | Joel Surnow，Michael Loceff      | Jon Cassar      |      |
| |               |          |                         |                                  |                 |      |
| 2 | 2005年1月9日  | 4AFF02   | 08:00 a.m. - 09:00 a.m. | Howard Gordon                    | Jon Cassar      |      |
| |               |          |                         |                                  |                 |      |
| 3 | 2005年1月10日 | 4AFF03   | 09:00 a.m. - 10:00 a.m. | Evan Katz                        | Brad Turner     |      |
| |               |          |                         |                                  |                 |      |
| 4 | 2005年1月10日 | 4AFF04   | 10:00 a.m. - 11:00 a.m. | Stephen Kronish                  | Brad Turner     |      |
| |               |          |                         |                                  |                 |      |
| 5 | 2005年1月17日 | 4AFF05   | 11:00 a.m. - 12:00 p.m. | Peter M. Lenkov                  | Jon Cassar      |      |
| |               |          |                         |                                  |                 |      |
| 6 | 2005年1月24日 | 4AFF06   | 12:00 p.m. - 01:00 p.m. | Matt Michnovetz                  | Jon Cassar      |      |
| |               |          |                         |                                  |                 |      |
| 7 | 2005年1月31日 | 4AFF07   | 01:00 p.m. - 02:00 p.m. | Joel Surnow, Michael Loceff      | Ken Girotti     |      |
| |               |          |                         |                                  |                 |      |
| 8 | 2005年2月7日  | 4AFF08   | 02:00 p.m. - 03:00 p.m. | Stephen Kronish, Peter M. Lenkov | Ken Girotti     |      |
| |               |          |                         |                                  |                 |      |
| 9 | 2005年2月14日 | 4AFF09   | 03:00 p.m. - 04:00 p.m. | Howard Gordon, Evan Katz         | Brad Turner     |      |
| |               |          |                         |                                  |                 |      |
| 10 | 2005年2月21日 | 4AFF10   | 04:00 p.m. - 05:00 p.m. | Stephen Kronish, Peter M. Lenkov | Brad Turner     |      |
| |               |          |                         |                                  |                 |      |
| 11 | 2005年2月28日 | 4AFF11   | 05:00 p.m. - 06:00 p.m. | Joel Surnow, Michael Loceff      | Jon Cassar      |      |
| Jack審問Paul；在那之後不久，Pual和Audry開始復合。當Habib Marwan在羅克蘭（Rockland）大樓內使用覆載裝置的個人控制器時，CTU了解到Habib Marwan的身分。當Jack掩護Curtis的時候，Curtis讓他要逮捕的嫌犯從大樓逃脫。Curtis保護著覆載裝置，而Edgar使用它來阻止核子反應爐熔毀；而Jack繼續追捕Marwan。 |               |          |                         |                                  |                 |      |
| 12 | 2005年3月7日  | 4AFF12   | 06:00 p.m. - 07:00 p.m. | Howard Gordon, Evan Katz         | Jon Cassar      |      |
| |               |          |                         |                                  |                 |      |
| 13 | 2005年3月14日 | 4AFF13   | 07:00 p.m. - 08:00 p.m. | Anna Cofell                      | Rodney Charters |      |
| |               |          |                         |                                  |                 |      |
| 14 | 2005年3月21日 | 4AFF14   | 08:00 p.m. - 09:00 p.m. | Howard Gordon, Evan Katz         | Tim Iacofand    |      |
| |               |          |                         |                                  |                 |      |
| 15 | 2005年3月28日 | 4AFF15   | 09:00 p.m. - 10:00 p.m. | Joel Surnow, Michael Loceff      | Bryan Spicer    |      |
| |               |          |                         |                                  |                 |      |
| 16 | 2005年4月4日  | 4AFF16   | 10:00 p.m. - 11:00 p.m. | Howard Gordon, Evan Katz         | Jon Cassar      |      |
| |               |          |                         |                                  |                 |      |
| 17 | 2005年4月11日 | 4AFF17   | 11:00 p.m. - 12:00 a.m. | Duppy Demetrius                  | Jon Cassar      |      |
| |               |          |                         |                                  |                 |      |
| 18 | 2005年4月18日 | 4AFF18   | 12:00 a.m. - 01:00 a.m. | Joel Surnow, Michael Loceff      | Jon Cassar      |      |
| |               |          |                         |                                  |                 |      |
| 19 | 2005年4月25日 | 4AFF19   | 01:00 a.m. - 02:00 a.m. | Howard Gordon, Evan Katz         | Bryan Spicer    |      |
| |               |          |                         |                                  |                 |      |
| 20 | 2005年5月2日  | 4AFF20   | 02:00 a.m. - 03:00 a.m. | Peter M. Lenkov                  | Bryan Spicer    |      |
| |               |          |                         |                                  |                 |      |
| 21 | 2005年5月9日  | 4AFF21   | 03:00 a.m. - 04:00 a.m. | Joel Surnow, Michael Loceff      | Kevin Hooks     |      |
| |               |          |                         |                                  |                 |      |
| 22 | 2005年5月16日 | 4AFF22   | 04:00 a.m. - 05:00 a.m. | Matt Michnovetz, Duppy Demetrius | Kevin Hooks     |      |
| |               |          |                         |                                  |                 |      |
| 23 | 2005年5月23日 | 4AFF23   | 05:00 a.m. - 06:00 a.m. | Sam Montgomery                   | Jon Cassar      |      |
| |               |          |                         |                                  |                 |      |
| 24 | 2005年5月23日 | 4AFF24   | 06:00 a.m. - 07:00 a.m. | Robert Cochran, Howard Gordon    | Jon Cassar      |      |
| |               |          |                         |                                  |                 |      |

## 外部連結
- TV.com: 24 Season 4 Episode Guide